# Paul Antoine
Pour les articles homonymes, voir Antoine.
Paul Antoine, né le 1er février 1922 à Waltzing (Arlon) (Belgique) et mort à Bruxelles le 22 mai 2010, est un peintre et graveur belge.

## Biographie
Paul Antoine passe sa jeunesse à Saint-Léger (Gaume) et suit des études secondaires à Arlon. Il fréquente les cours du soir de dessin et de peinture de Paul Breyer (1905-1968) à l’Académie des Beaux-Arts d’Arlon (de 1941 à 1943). Il y rencontre les peintres Roger Greisch (1917-1999), Paul Schrobiltgen (1923-1980), le sculpteur Jean Godard (1921-1967) et le poète Arthur Praillet (1912-1992).
Il s’établit à Bruxelles en 1946. En 1949, il s’inscrit à l’Académie de Dessin et des Arts Décoratifs de Molenbeek (atelier de Frans Depooter). De 1950 à 1955, il fréquente à l’Académie d’Etterbeek les cours du soir d’Albert Philippot (1899-1974), expert de la peinture des XVe et XVIe siècles, qui l’initie aux différents matériaux et techniques de peinture et de 1952 à 1955, l’atelier de Léon Devos (1897-1974) à l’Académie des Beaux-Arts de Bruxelles. En 1957 a lieu sa première exposition personnelle à la Galerie Apollo à Bruxelles.
Il fréquente à cette époque le cours du soir de sculpture abstraite de Jacques Moeschal à l’Académie de Bruxelles. Il y rencontre Charles Drybergh (1932-1990) – jeune peintre abstrait – avec lequel il se lie d’amitié. Ce dernier lui « donne le goût d’une belle pâte légère et surtout la liberté du geste de peindre. ». C’est grâce à lui également qu’il expose à la galerie Le Zodiaque à Bruxelles en 1960 et en 1962. 
Il reçoit une distinction au « Prix Olivetti », au « Prix de la Jeune Peinture Belge » (1961) - année où Charles Drybergh reçoit le prix et où sont également distingués Gisèle Van Lange et Paul Schrobiltgen - et au « Prix suisse de peinture abstraite » (1962). 
En 1963, il expose à Paris à la Galerie de Beaune dirigée par Suzanne de Coninck. Il participe ensuite à plusieurs expositions avec le groupe d'artistes de la galerie à Paris, dans d’autres villes françaises, à Rome, Madrid et Istanbul notamment (de 1963 à 1970). 
À partir de 1963, il se forme, en autodidacte, à la gravure et à la lithographie. Il abandonne rapidement la lithographie et développe surtout la gravure (eau-forte, pointe sèche et gravure sur bois). Il utilise cette technique parallèlement au dessin et à la peinture jusqu’en 2000 et laisse un œuvre gravé important. En 1964 et 1965, il participe à l’exposition itinérante L’Art d’aujourd’hui en Belgique organisée par le Crédit Communal de Belgique . Il a ainsi l’occasion de rencontrer nombre d’artistes contemporains. Des liens d’amitié se tissent avec plusieurs d’entre eux et particulièrement avec Émile Salkin dont il reste proche jusqu’au décès de celui-ci en 1977. De 1966 à 1987, il est professeur de peinture à l’Académie d’Ixelles.
Il participe en 1967 avec Marianne Berenhaut, Thierry de Villers, Jacques Simon, et Bernard Villers à la création du groupe ECOBU dont l’objectif est de rassembler des peintres et des sculpteurs partageant une vision commune de l’art et de la société. Ce groupe, relativement éphémère, expose à Bruxelles et à Charleroi en 1967 et à Paris en 1968. Il reste un ami proche du peintre Thierry de Villers (1914 - 2002). Il participe à plusieurs rencontres internationales de peintres et séjourne ainsi à Prilep en Macédoine yougoslave (Monastère de Treskavets) en 1969 et en 1973, à Golub-Dobrzyn en Pologne en 1978 et à Flühli-Sörenberg en Suisse en 1989. Il est un visiteur assidu des musées européens, fait de nombreux séjours en France (Bourgogne, Vaucluse, Pyrénées), à Corfou et à Rhodes, desquels il ramène des croquis, base d’œuvres plus élaborées réalisées en atelier.
En 1978, il devient membre effectif de l’Académie luxembourgeoise et reçoit les Prix Louis Clesse (1987) et Marie-Louise Rousseau (1988).
Il travaille à Bruxelles et expose régulièrement jusqu’à quelques mois avant sa mort en 2010.

## Œuvre
En 1955, à sa sortie de l’Académie, il réalise – en dessin comme en peinture – des paysages, des portraits, des coins d’ateliers. S’y révèle son intérêt pour les rapports de formes, de couleurs et de valeurs. Il se consacre ensuite à des dessins non figuratifs réalisés au fusain qui seront exposés une première fois en 1957 à la galerie Apollo à Bruxelles. 
Ses tentatives pour trouver une équivalence picturale à ces recherches graphiques ne lui conviennent pas ; il ne parvient qu’à « une sorte d’expressionnisme assez stérile » selon ses propres termes. De cette période, seules quelques peintures sur panneau, qui ont comme thème l’arbre, sont conservées. À partir de 1960, il passe à la non-figuration en dessin et en peinture. Il réalise de grande peintures non figuratives, proches de l’esprit des lavis qui expriment un lyrisme débordant et coloré; il les travaille à même le sol. 
Quelques années plus tard, il se dit déçu par l’abstraction lyrique gestuelle qui « n’est fondée que sur une subjectivité immédiate et inconsciente (…) et n’est motivée que par la simple pulsion » . Il abandonne alors toute non-figuration qui, d’une façon ou d’une autre, n’est pas issue du réel. Il en extrait les éléments essentiels : les rapports de valeurs et de lumière, les formes, les structures, les compositions. 
À partir de 1967, il réalise de grandes œuvres sous forme d’assemblages. « Mélangeant volontiers les techniques, mariant tachisme et rythmes hachurés, recourant même à des supports pré imprimés (des partitions musicales) qu’il encolle après les avoir recouverts d’encre et de lavis, il procède par juxtapositions de fragments et de collages. » En parallèle, il retourne à la toile en 1970. Naissent de nouvelles œuvres de tendance abstraite où le thème de la femme est prépondérant.
Dans les années 1980, il se lance dans la réalisation de grandes aquarelles simples, limitées à l’essentiel, qui évolueront vers des compositions de plus en plus libres et abstraites. En 1985, commence une longue période où il produit essentiellement des lavis à l’encre de chine rehaussés de crayon de couleur. Il utilisera cette technique durant les quinze années qui suivent avant de revenir à l’huile en 2000. Ses sources d’inspiration sont diverses : visages, corps, nativité mais aussi la nature: étendue de neige dans la montagne, arbres, couleurs chaudes des couchers de soleil, les vignes de Gigondas, les champs de Bourgogne…
Ses œuvres figurent dans les collections de l'État belge, de la communauté française de Belgique, du cabinet des estampes de Bruxelles et des provinces du Brabant wallon et du Luxembourg, dans la Collection Belfius, au musée des beaux-arts de Tournai, au Musée L (Louvain-la-Neuve) , au Famenne & Art Museum (Marche-en-Famenne) et dans de nombreuses collections privées.

## Expositions

### Expositions personnelles
Liste établie d'après Masschelein (2007) :
- 1957 : galerie Apollo – Bruxelles
- 1960 : galerie Le Zodiaque – Bruxelles
- 1961 : galerie Helikon – Hasselt - Belgique
- 1962 : galerie Le Zodiaque – Bruxelles
- 1963 : galerie de Beaune (dirigée par Suzanne de Coninck) – Paris
- 1964 : galerie de l’APIAW (Association pour le Progrès Intellectuel et Artistique de la Wallonie) – Liège - Belgique
- 1965 : exposition dans son atelier – Bruxelles
- 1965 : Rockhurst College – Kansas City - États-Unis
- 1966 : galerie Kaleidoskoop – Gand - Belgique
- 1966 : galerie Al Veka (avec le peintre Erdal Alantar) – La Haye - Pays-Bas
- 1966 : galerie de la Maison des Anciens de l’Université de Louvain – Bruxelles
- 1968 : galerie du Crédit Communal – Namur - Belgique
- 1969 : Burbank Central Gallery, N. Glenoaks – Los Angeles - États-Unis
- 1970 : galerie de la Maison des Anciens de l’Université de Louvain (avec la peintre Gisèle Van Lange) – Bruxelles
- 1971 : galerie L’Œil Nu – Louvain - Belgique
- 1973 : galerie Le Capricorne – Soignies - Belgique
- 1975 : galerie Paul Delvaux – Wépion - Belgique
- 1980 et 1982 : expositions chez Nadine Delrue – Bruxelles
- 1984 : galerie Rez-de-Chaussée 28 (avec la peintre Gisèle Van Lange) – Namur - Belgique
- 1985 : Musée de la Parole (avec la céramiste Camille Majérus) – Bastogne - Belgique
- 1986 : exposition chez Nadine Delrue – Bruxelles
- 1987 : galerie 2016 – Bruxelles
- 1991 : rétrospective - Maison de la Culture – Arlon - Belgique
- 1992 et 1994 : galerie Albert Dumont – Bruxelles
- 1996 : galerie Juvénal - Fondation Bolly-Charlier (avec les peintres Patricia Dopchie et Nathalie Pirotte) – Huy - Belgique
- 1998 : galerie Albert Dumont (avec les peintres Jean-Marie Van Espen et Luc Mondry) – Bruxelles
- 2000 : rétrospective - Fondation pour l’Art belge contemporain – Bruxelles
- 2003 : l’Orangerie – Bastogne - Belgique
- 2003 : CACLB grange du Faing – Jamoigne - Belgique
- 2004 et 2008 : galerie Albert Dumont – Bruxelles[13]
- Expositions posthumes :
- 2013 : galerie Albert Dumont – Bruxelles
- 2013 : Maison de la culture – Namur - Belgique
- 2017 : Espace Beau Site – Arlon - Belgique
- 2024 : Maison Stepman – Koekelberg

### Expositions collectives
Liste établie d'après art-info.be :
- 1959, 1960 et 1963 : groupement des artistes Ardennes-Eifel – Prüm - Allemagne
- 1961 : exposition du prix Olivetti – Bruxelles
- 1962 : exposition du prix de la « Jeune Peinture belge » – Bruxelles
- 1962 : exposition du « Prix suisse de peinture abstraite » – Lausanne - Suisse
- 1963 : Trente peintres de l’école de Paris – Musée de Nantes - France
- 1963 : Exposition internationale d’Art contemporain –
- 1963 : L’art à la portée de tous – Musée de Verviers - Belgique
- 1964 : L’art d’Extrême-Occident – Musée de Verviers - Belgique
- 1964 : La gravure en Brabant – Bruxelles
- 1964-66 : L’art d’aujourd’hui en Belgique (exposition itinérante organisée par le Crédit Communal de Belgique, regroupant 112 artistes) – Anvers, Hasselt, Namur, Gand, Tournai, Verviers, Ostende, Liège, Bruxelles
- 1965 : Le Dessin en Brabant I – Bruxelles
- 1965 : L’art abstrait – galerie S. de Coninck – Paris
- 1965 : Salon d’art sacré – musée d'art moderne – Paris
- 1965 : Dessinateurs (galleria Bianco e Nero) – Rome
- 1965 : Schèmes 1965 – musée d'art moderne – Paris
- 1965 : Peintres non figuratifs de la Province de Luxembourg – Martilly - Belgique
- 1966 : École de Paris (organisé par Suzanne de Coninck) – Istanbul
- 1966 : Peintres non-figuratifs – Académie des Beaux-Arts – Istanbul
- 1966 : Les arts plastiques et la musique – Abbaye de Stavelot - Belgique
- 1966 : Vingt ans d’APIAW – Musée des beaux-arts – Liège - Belgique
- 1966 : exposition d’ensemble - galerie St-Laurent – Bruxelles
- 1967 : Le Dessin en Brabant II – Bruxelles
- 1967 : La critique nationale - galerie St-Laurent – Bruxelles
- 1967 : 4e triennale internationale de gravure en couleurs – Grenchen (Suisse)
- 1967 : exposition de gravures – Fredrikstad (Norvège)
- 1967 : galerie Suzanne de Coninck – Paris
- 1967 : galerie Fabbri (avec le groupe Ecobu) – Charleroi - Belgique
- 1967 : peintres et sculpteurs du Luxembourg – Musée des beaux-arts de Mons - Belgique
- 1968 : exposition - Centre culturel gaumais – St-Léger - Belgique
- 1968 : La mer - galerie St-Laurent – Bruxelles
- 1968 : Petits formats de décembre - galerie de l’Apiaw – Liège - Belgique
- 1969 : Graveurs belges - galerie Régence – Bruxelles
- 1969-70 : Cinquante ans de peinture en Wallonie et à Bruxelles (exposition itinérante) – Musée des Beaux-Arts de Mons et d’Anvers - Belgique
- 1969 : exposition d’ensemble – Subotica – Yougoslavie
- 1970 : exposition d’ensemble - Centre culturel – St-Léger - Belgique
- 1970 : Sept graveurs - galerie Tendances contemporaines – La Louvière - Belgique
- 1971 : exposition d’ensemble - cercle artistique – Tournai - Belgique
- 1971 : Cinq graveurs - galerie Tendances contemporaines – La Louvière - Belgique
- 1972 : 1re biennale de gravure – Ibiza - Espagne
- 1973 : exposition de gravures – Segovie - Espagne
- 1974 : 1re biennale des Arts plastiques – St-Hubert - Belgique
- 1976 : musée du Westhoek – Coxyde - Belgique
- 1976 : La gravure belge contemporaine - Musée des Beaux-Arts – Mons - Belgique
- 1976 : Atelier St-Anne – Bruxelles
- 1977 : Hommage à René Lyr – Musée d’Ixelles – Belgique
- 1977 : Peintres, musiciens, poètes Atelier St-Anne – Bruxelles
- 1978 : Jean Donnay et dix graveurs wallons – Centre culturel et historique – Rochefort - Belgique
- 1978 : exposition Plener – Toruń - (Pologne)
- 1979 : Peintures et aquarelle au Goddiarch – Villers-la-Ville - Belgique
- 1979 : Satie international - Atelier St-Anne – Bruxelles
- 1979 : La gravure contemporaine – Métiers d’art du Brabant – Bruxelles
- 1980 : Belgium Today – San Francisco - États-Unis
- 1980 : Cent cinquante œuvres d’artistes luxembourgeois – Arlon et St-Hubert - Belgique
- 1981 : groupe Anim’Art - ancienne gare – Eghezée - Belgique
- 1981 : Peintres et musiciens Atelier St-Anne – Bruxelles
- 1981 : Tout commence par du papier - galerie Françoise Féty – Bruxelles
- 1982 : Les Labyrinthes- Europalia Grèce - Atelier St-Anne – Bruxelles
- 1982 : Histoire du papier - Musée d’Aremberg – Rebecq - Belgique
- 1982 : Vision 1982 - ensemble à la Chapelle de Boondael – Ixelles - Belgique
- 1983 : musée du Westhoek – Coxyde - Belgique
- 1985 : Hommage à J-S Bach – Tourinnes-la-grosse - Belgique
- 1986 : La thématique religieuse dans l’Art belge, de 1875 à 1985 galerie du Crédit Communal – Bruxelles
- 1986 : Arts contemporains et littérature dans la Province du Luxembourg Maison de la culture – Arlon - Belgique
- 1987 : D’un paysage à l’autre - Centre d’Art contemporain du Luxembourg belge – Florenville - Belgique
- 1987 : Exposition d’ensemble - galerie Albert Dumont – Bruxelles
- 1988 : D’un paysage à l’autre - caves de l’Hôtel de ville – Virton - Belgique
- 1989 : Male Formy Grafiki – Lodz - Pologne
- 1989 : Les Heures du Chemin - galerie Albert Dumont – Bruxelles
- 1989 : Trois peintres : Francis De Bolle, Paul Trajman, Paul Antoine - galerie de Villers – Bruxelles
- 1989 : Décrochage d’ensemble - galerie J-M Derscheid – Bruxelles
- 1989 : Kunstkolonie – Flühli-Sörenberg - Suisse
- 1990 : Lauréats de l’ONBA – Hôtel de ville de St-Gilles – Bruxelles
- 1993 : exposition de gravures – stichting Pro Graph à PE Orvelte – Pays-Bas
- 1994 : 25e anniversaire de la Maison de la culture – Arlon - Belgique
- 1996 : Art contemporain 1960-1990 – Art en campagne 96 – Basilique de St-Hubert – Belgique
- 1998 : Peintres et paysages en Ardenne - espace ABB – Namur - Belgique
- 2001 : Un XXe siècle d’Art en Wallonie – Musée de Mons – Belgique
- 2002 : Artistes de l’Académie luxembourgeoise - Orangerie – Bastogne - Belgique
- 2005 : Un paysage ? - Orangerie – Bastogne - Belgique
- 2005 : Autres regards, autres univers - Rotary – Bastogne - Belgique
- 2006 : Peintres et sculpteurs de l’Académie luxembourgeoise et leurs invités - Maison de la culture – Arlon - Belgique
- 2009 : Pays d’arbres 2009 – Centre culturel de Bastogne - Belgique
- 2009 : galerie Albert Dumont (exposition d’ensemble) – Bruxelles
- 2010 : 15e biennale internationale du Petit format de papier – Nismes - Belgique
- 2014 : 80e anniversaire de l'Académie luxembourgeoise – Arlon, St-Hubert, Marloie - Belgique